# جائزة فرنسا الكبرى للدراجات النارية 2017
جائزة فرنسا الكبرى للدراجات النارية 2017 هو سباق دراجات نارية أقيم بتاريخ 21 مايو 2017. كان الجولة الخامسة من أصل 18 في سباق الجائزة الكبرى للدراجات النارية موسم 2017. فاز مافريك فيناليس بفئة الموتو جي بي بينما جاء جوان زاركو في المركز الثاني وحصل على المركز الثالث داني بيدروسا. فاز بفئة الموتو 2 الإيطالي فرانكو موربيديلي بينما فاز بفئة الموتو 3 الإسباني خوان مير.